# Clutch (album)
Clutch è un album del gruppo musicale omonimo, pubblicato dall'etichetta discografica East West Records il 9 maggio 1995.

## Tracce
1. Big News I - 5:13
2. Big News II - 2:23
3. Rock 'N Roll Outlaw - 2:59
4. Texan Book of the Dead - 2:57
5. Escape from the Prison Planet - 4:53
6. Spacegrass - 6:33
7. I Have the Body of John Wilkes Booth - 4:27
8. Tight Like That - 4:49
9. Droid - 4:43
10. The House That Peterbilt - 3:32
11. 7 Jam - 6:18
12. Tim Sult Vs. the Greys - 4:11